# 鄂畢高原

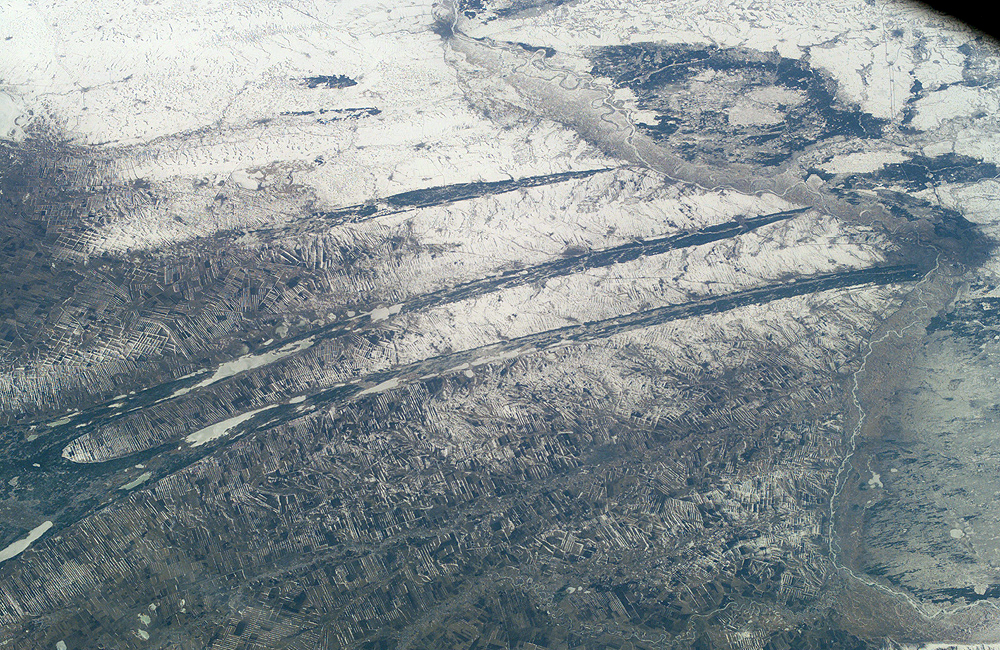
从飞机上拍摄的鄂畢高原

鄂畢高原是俄羅斯的高原，位於鄂畢河左岸，由阿爾泰邊疆區和新西伯利亞州負責管轄，平均海拔高度250至260米，每年平均降雨量450毫米。